# Карпово (Чагодощенский район)
Карпово — деревня в Чагодощенском районе Вологодской области.
Входит в состав Покровского сельского поселения, с точки зрения административно-территориального деления — в Покровский сельсовет.
Расстояние по автодороге до районного центра Чагоды — 67 км, до центра муниципального образования села Покровское — 17 км. Ближайшие населённые пункты — Гречнево, Дуброва, Селище.
По данным переписи в 2002 году постоянного населения не было.